# Сегура
Сегура (на испански: Segura) е река в Югоизточна Испания (автономни области Андалусия, Мурсия и Валенсия), вливаща се в Средиземно море. Дължина 325 km, площ на водосборния басейн 14 936 km²

## Географска характеристика
Река Сегура води началото си на 1420 m н.в., от планината Сиера де Сегура (източната част на планинската верига Кордилиера Бетика), на 4 km югозападно от градчето Понтонес, в източната част на провинция Хаен, автономна област Андалусия. В горното и средното си течение е типична планинска река с дълбока и тясна (на места каньоновидна) долина и бурно течение. В началото тече на североизток и изток, в средното течение – на югоизток, а в долното – на изток. В средното си течение чрез дълбоко дефиле проломява крайбрежната планина Кордилиера Субетика и при град Арчена навлиза в Мурсийската низина, където долината и става широка и плитка, течението спокойно, а коритото ѝ е коригирато, на много места праволинейно, оградено с водозащитни диги. Влива се в Средиземно море при град Гуадамар де Сегура, в провинция Валенсия.
Водосборният басейн на Сегура обхваща площ от 21 579 km². На север, изток и юг водосборният басейн на Сегура граничи с водосборните басейни на реките Хукар, Серпис, Алмансора и други по-малки, вливащи се директно в Средиземно море, а на запад и северозапад – с водосборните басейни на реките Гуадалкивир и Гуадиана (от басейна на Атлантическия океан).
Основени притоци:
- леви – Тус (37 km), Мундо (150 km, 767 km²), Ванилапо (81 km, 1692 km²);
- десни – Тайбиля, Алгос (42 km), Кипар (70 km), Мула (64 km, 659 km²), Гуадалентин (Сангонера, 121 km)[1].

Река Сетура има предимно дъждовно подхранване и ясно изразено зимно и пролетно пълноводие, когато нивото ѝ се покачва с няколко метра и в миналото, преди коритото ѝ в долното течение да бъде обезопасено с водозащитни диги е причинявала големи наводнения. През лятото и есента реката е маловодна, но много често явление са епизодичните прииждания през този период в резултат от поройни дъждове във водосборния ѝ басейн. Среден годишен отток при изхода ѝ от планините (град Арчена) 26,3 m³/sec, а в долното ѝ течение оттокът намалява поради разхода на вода за напояване.

## Стопанско значение, селища
Река Сегура има важно хидроенергийно и иригационно значение. По течението ѝ и по десният ѝ притокът ѝ Тайбиля са изградени няколко големи язовира („Фуенсанта“, „Сенахо“, „Камариляс“, „Алфонсо ХІІІ“), най-голям ВЕЦ „Сенахо“ (в средното течение). В Мурсийската низина водите ѝ се използват за напояване на обширните цитрусови плантации. От язовира Камариляс на река Тайбиля е изграден голям напоителен канал д зължина над 120 km, който на югоизток достига до град Картахена.
Най-големите селища по течението ѝ са градовете Каласпара и Сиеса (в средното течение), Мурсия, Ориуела и Рохалес (в долното течение).